# Kent Championships 1978
Il Kent Championships 1978 è stato un torneo di tennis giocato sull'erba. È stata la 5ª edizione del torneo, che fa parte dei Tornei di tennis femminili indipendenti nel 1978. Si è giocato a Beckenham in Gran Bretagna, dal 5 all'11 giugno 1978.

## Campionesse

### Singolare
Evonne Goolagong ha battuto in finale  Laura duPont con il punteggio di 6–4, 6–2

### Doppio
- Doppio non disputato